# Linda Röske-Lund
Maximiliana Theodolinda "Linda" Lund, född Röske 3 juni 1836 i Stockholm, död 7 juni 1895 i Köpenhamn, var en svensk operasångerska (sopran).

## Biografi
Röske var dotter till sergeanten Johan Henrik Röske och Anna Nystedt. Hon var elev hos Günther vid Operan 1852–56 och engagerad där 1856–62. Hon var därefter engagerad vid ett flertal operascener, som Stadtteatern i Stettin 1863 och Breslau 1867, Kungl. Operan i Berlin, Ludvig Josephsons operascen vid Christiania Theater 1874–77, och svenska operan i Helsingfors 1877–78, där hon beskrivs som scenens primadonna; 1885 uppträdde hon vid Mattis Lundströms operasällskap på Tivoliteatern i Kristiania.
Bland hennes roller på Operan nämns Pamina och Nattens drottning i Trollflöjten, Agatha i Friskytten, Grevinnan i Figaros bröllop, Elvira och Zerlina i Don Juan, Adalgisa i Norma, Valentine i Hugenotterna, Leonora i Stradella, Bertha i Profeten, Elvira i Ernani, Mathilda i Wilhelm Tell och Isabella i Robert. En av hennes främsta framträdanden uppges ha varit i rollen som Donna Anna i Don Juan i Breslau 1867.
Det sades om henne: 
”Fru Röske-Lund hade en både till omfång och styrka betydande sopranstämma, som hon behandlade med öfverlägsen artistisk förmåga, och hennes föredrag utmärkte sig alltid genom dramatiskt lif, värme och färg”.
Hon gifte sig den 21 april 1860 med oboisten vid Hovkapellet Emilius Lund och var mor till operasångaren Emilia Eleonora Lund.

## Medverkan i operauppsättningar

### Roller
- 1875 – Grevinnan i Figaros bröllop av Wolfgang Amadeus Mozart och Lorenzo da Ponte, Kristiania teater[2]
- 1875 – Prinsessan Mathilda i Wilhelm Tell av Gioacchino Rossini, Étienne de Jouy och Hippolyte Bis, Kristiania teater[3]